# Curt Johannes Braun
Curt Johannes Braun, também conhecido como Curt J. Braun (11 de setembro de 1903 — 18 de junho de 1961), foi um roteirista alemão da era do cinema mudo.